# Kurisu Makise
Kurisu Makise (牧瀬 紅莉栖?, Makise Kurisu) è una dei protagonisti del videogioco Steins;Gate e dei relativi adattamenti manga e anime.

## Aspetto e carattere
Kurisu è già una scienziata nonostante abbia solo 18 anni. Ha capelli molto lunghi, caratterizzati da una frangia in mezzo agli occhi, di colore rosso ramato, gli occhi chiari, è alta 160 cm, pesa 45 kg e le sue misure sono B79-W56-H83. Ha vissuto per un lungo periodo negli Stati Uniti d'America e per questo ha perso le abitudini di vita giapponesi, come quella di togliersi le scarpe all'interno di un'abitazione. Okabe la chiama in molti modi diversi, fra cui "Cristina", "Zombie" e "Celeb17", è conosciuta online come NullPo.

## Storia
Scienziata prodigio all'università Viktor Chondria, superò di gran lunga la sua rivale Hiyajo Maho e soprattutto suo padre, anch'egli scienziato, formulando una teoria di una macchina del tempo. Il padre le rubò la ricerca e l'intervento goffo dello scienziato Rintarō Okabe, volto a proteggere la ragazza, terminò con il suo omicidio. Il padre giungerà in Russia e per via di quel progetto avrà inizio la terza guerra mondiale.
Il Rintaro che l'aveva uccisa, per via di un paradosso temporale, non è lo stesso che la vede (apparentemente) morta poco dopo, fugge e manda un messaggio al cellulare di un amico, collegato ad un forno a microonde, (successivamente chiamato "Microonde Telefonico") il quale si attiva e trasporta Rintaro in un'altra linea temporale. Qui Kurisu Makise è viva, tiene la conferenza al posto del padre e non crede alla possibilità che gli esseri umani possano viaggiare nel tempo. Conosce Rintaro Okabe durante la conferenza e vi stringe amicizia, diventa sua assistente e lo aiuta a costruire una macchina del tempo, nonostante l'avesse in passato sempre ritenuto impossibile.